# Livio Agresti
Livio Agresti (ook wel bekend als il Ricciutello of Ritius) (Forlì in Romagna, ca. 1508-1510 - Rome, ca. 1580) was een Italiaans kunstschilder.
Agresti was een leerling van Francesco Menzocchi in zijn geboortestad Forlí en van Perino del Vaga en werkte vooral in Rome (vanaf ca. 1550) en produceerde hoofdzakelijk olieverfschilderijen en fresco's in maniëristische stijl. Zijn fresco's kunnen we terugvinden in o. a. de Santa Caterina dei Funari, in het oratorio del Gonfalone en in de Santo Spirito in Sassia (Rome). In de Santo Spirito vinden we het werk 'Assunzione' en enkele fresco's van Agresti. Agresti werkte ook mee aan de binnendecoratie van de Villa d'Este in Tivoli.
- Biblioteca Nacional de España: XX4987883
- Bibliothèque nationale de France: cb14979012w (data)
- Gemeinsame Normdatei: 124079091
- International Standard Name Identifier: 0000 0001 1677 6602
- KulturNav: ddc95947-bfa6-43b8-930f-89a8e94dee36
- Library of Congress Control Number: no2008163433
- RKD-Nederlands Instituut voor Kunstgeschiedenis: 671
- Istituto Centrale per il Catalogo Unico: SBNV010628
- Union List of Artist Names: 500021618
- Virtual International Authority File: 78605573
- WorldCat: E39PCjtVqmfGmm7GKWrkkdpGjK